# 讷韦尔 (行省)
讷韦尔，或按其作为讷韦尔的形容词形式的名称音译作尼韦尔奈（法語：[nivɛʁnɛ] ⓘ），是法國歷史上曾经存在的一个行省，首府是讷韦尔，现为涅夫勒省的一部分。
讷韦尔行省在成为行省之前，原为讷韦尔伯爵領。